# Volker Grahl
Volker Grahl (* 14. Dezember 1966) ist ein ehemaliger deutscher Fußballspieler.

## Werdegang
Der Stürmer Volker Grahl begann seine Profikarriere im Jahre 1986 beim Zweitligisten Arminia Bielefeld und gab am 2. August 1986 bei der 2:3-Niederlage gegen die SG Wattenscheid 09 sein Zweitligadebüt. Sein erstes Zweitligator erzielte Grahl am 23. Mai 1987 beim 4:0-Sieg der Bielefelder gegen den FSV Salmrohr. 1988 stieg Grahl mit den Bielefeldern in die Oberliga Westfalen ab und wurde ein Jahr später mit der Arminia Vizemeister. Für die Arminia absolvierte Grahl 40 Zweitligaspiele (sechs Tore) und 34 Oberligaspiele (ein Tor). Im Sommer 1989 wechselte Volker Grahl zum TuS Paderborn-Neuhaus.